# Seznam mišic človeškega telesa
Seznam mišic človeškega telesa. Povprečen človek ima 640 skeletnih mišic. Vendar je težavno določiti natančno število, saj različni viri delijo mišice v različne skupine. Ta seznam obsega pomembnejše mišice. Preostale mišice so majhne in obrobnega pomena za razumevanje funkcionalnih in kliničnih značilnosti anatomije človeka. Navedeni so splošno veljavni latinski izrazi.
Mišice lahko delimo funkcionalno glede na sklepe, ki jih premikajo, lahko pa jih delimo tudi po legi.

## Mišiceglave
- mimične mišice
  - musculus epicranius
  - musculus palpebrarum (mišice okrog očesne špranje)
    - musculus orbicularis oculi
    - musculus corrugator supercilli
    - musculus procerus

  - musculus labiorum nasi (mišice okoli nosnic)
    - musculus nasalis
    - musculus depressor septi

  - musculus labiorum (mišice okoli ust)
    - musculus orbicularis oris
    - musculus levator labii superior
    - musculus levator labii superioris aleque nasi
    - musculus zygomaticus major
    - musculus zygomaticus minor
    - musculus levator anguli oris
    - musculus risorius
    - musculus depressor anguli oris
    - musculus depressor labii inferioris
    - musculus mentalis
    - musculus buccinator
    - musculus orbicularis oris

  - musculus auriculares externi (mišice okrog ušes)
    - musculus auricularis anterior
    - musculus auricularis superior
    - musculus auricularis posterior

- žvečne mišice
  - musculus masseter
  - musculus temporalis
  - musculus pterygoideus lateralis
  - musculus pterygoideus medialis

## Mišicevratuin mišicetrupa
- mišice vratu
  - musculus diagastricus (sprednja skupina - povrhnji sloj - suprahioidne mišice)
  - musculus stylohyoideus (sprednja skupina - povrhnji sloj - suprahioidne mišice)
  - musculus mylohyoideus (sprednja skupina - povrhnji sloj - suprahioidne mišice)
  - musculus geniohyoideus (sprednja skupina - povrhnji sloj - suprahioidne mišice)
  - musculus sternohyoideus (sprednja skupina - povrhnji sloj - infrahioidne mišice)
  - musculus omohyoideus (sprednja skupina - povrhnji sloj - infrahioidne mišice)
  - musculus sternothyroideus (sprednja skupina - povrhnji sloj - infrahioidne mišice)
  - musculus thyrohyoideus (sprednja skupina - povrhnji sloj - infrahioidne mišice)
  - musculus longus colli (sprednja skupina - globok sloj - prevertebralne mišice)
  - musculus longus capitis (sprednja skupina - globok sloj - prevertebralne mišice)
  - platysma (lateralna skupina - povrhnji sloj)
  - musculus sternocleidomastoideus (lateralna skupina - povrhnji sloj)
  - musculus scalenus anterior (lateralna skupina - globok sloj - skalenska skupina )
  - musculus scalenus medius (lateralna skupina - globok sloj - skalenska skupina )
  - musculus scalenus posterior (lateralna skupina - globok sloj - skalenska skupina )

- prsne mišice
  - musculus pectoralis major (povrhnja kostohumeralna skupina)
  - musculus pectoralis minor (povrhnja kostohumeralna skupina)
  - musculus subclavius (povrhnja kostohumeralna skupina)
  - musculus serratus anterior (povrhnja kostohumeralna skupina)
  - musculi intercostales interni (globoka skupina)
  - musculi intercostales externi (globoka skupina)
  - musculi transversus thoracis (globoka skupina)
  - musculus transvesus thoracis
  - musculus subcostales
  - musculus intercostales intimi
  - diaphragma abdominis (globoka skupina)

- trebušne mišice
  - musculus rectus abdominis
  - musculus pyramidalis
  - musculus obliqus externus abdominis
  - musculus obliqus internus abdominis
  - musculus transversus abdominis
  - musculus quadratus lumborum

- mišice medeničnega dna
  - musculus transversus perinel profundus
  - musculus shincter urethrae
  - musculus transversus perinei superficialis
  - musculus ischiocavernosus
  - musculus bulbospogiosus
  - musculus levator ani
  - musculus pubococcygeus
  - musculus iliococcygeus
  - musculus puborectalis
  - musculus levator prostatae (moški)
  - musculus pubovaginalis (ženske)

- hrbtne mišice in mišice zadajšnje skupine
  - musculus trapezius (povrhnje sekundarne mišice)
  - musculus latissimus dorsi (povrhnje sekundarne mišice)
  - musculus rhomboideus major
  - musculus rhomboideus minor
  - musculus levator scapulae (povrhnje sekundarne mišice)
  - musculus splenius capitis in cervicis (globoke primarne mišice – dolge mišice)
  - musculus erector spinae (globoke primarne mišice - dolge)
  - musculus spinalis (globoke primarne mišice - dolge)
  - musculus transverospinalis (globoke primarne mišice - dolge)
  - musculi interspinales (globoke primarne mišice - kratke)
  - musculi intertransversarii (globoke primarne mišice - kratke)
  - musculi cocygei (globoke primarne mišice - kratke)

## Mišicezgornjega uda

### Mišiceramenskega obroča
- kostohumeralna skupina (povrhnja skupina prsnih mišic)
  - musculus pectoralis major
  - musculus pectoralis minor
  - musculus subclavius
  - musculus serratus anterior

- spinohumeralna skupina (ploščate mišice, povrhnje skupine hrbtnih mišic in zadajšne strani vratu)
  - musculus latissimus dorsi
  - musculus rhomboideus major
  - musculus rhomboideus minor
  - musculus levator scapulae
  - musculus trapezius

### Ramenske mišice
- musculus deltoideus
- musculus teres major

- - mišice rotatorne manšete
  - musculus supraspinatus
  - musculus infraspinatus
  - musculus teres minor
  - musculus subscapularis

### Mišicenadlakti
- - sprednja skupina mišic
  - musculus biceps brachii
  - musculus brachialis
  - musculus coracobrachialis

- - zadajšna skupina mišic
  - musculus triceps brachii

### Mišicepodlakti
- - volarna skupina
  - musculus pronator teres
  - musculus flexor carpi radialis
  - musculus palmaris longus
  - musculus flexor carpi ulnaris
  - musculus flexor digitorum superficialis
  - musculus flexor digitorum profundus
  - musculus flexor pollicis longus
  - musculus pronator quadratus

- - radialna skupina
  - musculus brachioradialis (povrhnji sloj)
  - musculus extensor carpi radialis longus
  - musculus extensor carpi radialis brevis
  - musculus supinator (globok sloj)

- - dorzalna skupina
  - musculus extensor digitorum (povrhnji sloj)
  - musculus extensor digiti minimi
  - musculus extensor carpi ulnaris
  - musculus anconeus
  - musculus abductor policis longus (globok sloj)
  - musculus extensor policis brevis
  - musculus extensor policis longus
  - musculus extensor indicis

### Mišiceroke
- - palčne mišice
  - musculus abductor policis brevis
  - musculus apponens policis
  - musculus flexor pollicis brevis
  - musculus adductor pollicis

- - mezinčne mišice
  - musculus palmaris brevis
  - musculus abductor digiti minimi
  - musculus flexor digiti minimi brevis
  - musculus apponens digiti minimi

- - dlanske mišice
  - musculus lumbricales manus
  - musculi interossei
  - musculus interossei dorsales
  - musculus interossei palmares

## Mišicespodnjega uda

### Mišicemedeničnega obroča
- notranja skupina
  - musculus iliopsoas
    - musculus psoas major
    - musculus iliacus

- zunanja skupina
  - musculus gluteus maximus
  - musculus tensor fasciae latae
  - musculus gluteus medius
  - musculus gluteus minimus

- pelvitrohanterne mišice
  - musculus piriformis
  - musculus obturatorius internus
  - musculus gemellus superior
  - musculus gemellus inferior
  - musculus quadratus femoris
  - musculus obturatorius externus

### Stegenskemišice
- sprednja skupina
  - musculus sartorius
  - musculus quadriceps femoris
    - musculus rectus femoris
    - musculus vastus intermedius
    - musculus vastus medialis
    - musculus vastus lateralis

- medialna skupina
  - musculus pectineus
  - musculus gracilis
  - musculus adductor longus
  - musculus adductor brevis
  - musculus adductor magnus

- zadajšnja skupina
  - musculus biceps femoris
  - musculus semitendinosus
  - musculus semimembranosus

### Golenskemišice
- sprednja skupina
  - musculus tibialis anterior
  - musculus extensor digitorum longus
  - musculus peroneus tertius
  - musculus extensor hallucis longus

- lateralna skupina
  - musculus peroneus longus
  - musculus peroneus brevis

- zadajšnja skupina
  - musculus triceps surae
    - musculus gastrocnemius
    - musculus soleus

  - musculus plantaris
  - musculus popliteus
  - musculus tibialis posterior
  - musculus flexor digitorum longus
  - musculus flexor hallucis longus

### Mišicestopala
- dorzalna skupina
  - musculus extensor digitorum brevis

- plantarna skupina
  - musculus abductor digiti minimi
  - musculus flexor digiti minimi brevis
  - musculus opponens digiti minimi
  - musculi interossei dorsales
  - musculi interossei plantares
  - musculus quadratus plantae
  - musculi lumbricales pedis
  - musculi flexor digitorum brevis
  - musculus abductor hallucis
  - musculus flexor hallucis brevis
  - musculus adductor hallucis